# Rapport qualité-prix
 (septembre 2017).
- Si vous ne connaissez pas le sujet, laissez ce bandeau (vous pouvez alors contacter les auteurs).
- Si vous supprimez le contenu mis en cause (vous pouvez préalablement contacter les auteurs),

argumentez précisément cette suppression dans la page de discussion
(un manque de référence n'est pas un argument ; une recherche réelle de référence doit avoir été effectuée, être formellement documentée).
 (septembre 2017).
 (septembre 2017).
Si vous disposez d'ouvrages ou d'articles de référence ou si vous connaissez des sites web de qualité traitant du thème abordé ici, merci de compléter l'article en donnant les références utiles à sa vérifiabilité et en les liant à la section « Notes et références ».
Le rapport qualité-prix est, comme son nom l'indique, le rapport de la qualité (exprimée sous forme d'un nombre) d'un objet par son prix. Si la rentabilité d'un achat vaut la quantité multipliée par la qualité puis divisés par le prix, cette rentabilité est alors, pour une même quantité, proportionnelle au rapport qualité/prix.

## Origine
Le rapport qualité-prix est une notion économique qui naît avec celle de commerce de compensation[réf. souhaitée], usuellement appelé « troc ». Le principe est de confronter la qualité, généralement d'un bien, à son prix public.

## Relation mathématique
Lors d'un achat, en définissant la rentabilité par {\displaystyle r={\frac {nq}{p}}} avec {\displaystyle n} la quantité d'objets achetés durant l'achat, {\displaystyle q} la qualité de ces objets et {\displaystyle p} le prix auquel ils sont vendus, il en découle {\displaystyle {\frac {r}{n}}={\frac {q}{p}}}. Ce rapport qualité/prix vaut alors le rapport rentabilité/quantité. Ainsi, pour une quantité {\displaystyle n} fixée, {\displaystyle {\frac {q}{p}}} est proportionnel à la rentabilité {\displaystyle r}.